# پیسوئرگا
 پیسوئرگا رودی است به دورو می‌ریزد. این رود از کشور اسپانیا می‌گذرد.